# دايفيد ويلسون
دايفيد ويلسون (بالألمانية: David C. Wilson) (و. 1951 – م) هو عالم اقتصاد، وأستاذ جامعي، من المملكة المتحدة.